# Sarah Grimké
Sarah Moore Grimké (Charleston, 26 november 1792 - Boston, 23 december 1873) was een Amerikaans abolitioniste, suffragette en schrijfster. Sarah verhuisde in de jaren 1820 naar Philadelphia (Pennsylvania) en werd net als haar jongere zus Angelina Quaker. De zusters begonnen lezingen te geven voor de afschaffing van de doodstraf en sloten zich aan bij een traditie van vrouwen die sinds de koloniale tijd in het openbaar over politieke kwesties spraken, zoals onder anderen Susanna Wright, Hannah Griffitts, Susan B. Anthony, Elizabeth Cady Stanton en Anna Elizabeth Dickinson. Ze vertelden uit de eerste hand over hun kennis van de slavernij, drongen aan op afschaffing en werden ook activisten voor vrouwenrechten.

## Biografie
Sarah Grimké werd geboren in Charleston (South Carolina), de zesde van veertien kinderen en de tweede dochter van Mary Smith en John Faucheraud Grimké. Hun vader was een rijke plantagehouder, een advocaat en rechter in South Carolina, en op een gegeven moment voorzitter van het Huis van Afgevaardigden van South Carolina.
Sarah's vroege ervaringen met onderwijs vormden haar toekomst als abolitionist en feministe. Tijdens haar jeugd was ze zich terdege bewust van de minderwaardigheid van haar opleiding in vergelijking met de klassieke opleiding van haar broers. Hoewel haar familie haar opmerkelijke intelligentie erkende, kon ze geen inhoudelijke opleiding volgen of haar droom nastreven om advocaat te worden, omdat deze doelen als 'onvrouwelijk' werden beschouwd. Ze werd opgeleid door privéleraren over onderwerpen die geschikt werden geacht voor een jonge Zuidelijke vrouw van haar klasse, waaronder Frans, borduren en aquarelschilderen. Haar vader stond Sarah toe aardrijkskunde, geschiedenis en wiskunde te leren uit de boeken in zijn bibliotheek en om zijn wetboeken te lezen maar het leren van Latijn ging hem te ver.
Sarah's moeder Mary was een toegewijde huisvrouw en een actief lid van de gemeenschap. Ze was een leider in de Charleston's Ladies Benevolent Society. Maria was ook een actief lid van de Episcopaalse Kerk en wijdde zich daarom vaak aan de armen en aan vrouwen die in een nabijgelegen gevangenis waren opgesloten. Mary's vele liefdadigheidsactiviteiten hielden haar af van het ontwikkelen van liefdevolle relaties met haar kinderen.
Sarah voelde zich beperkt in haar rol en ontwikkelde een band met de slaven van haar familie in een mate die haar ouders van streek maakte. Vanaf de tijd dat ze twaalf jaar oud was, bracht Sarah haar zondagmiddagen door met het geven van bijbelles aan de jonge slaven op de plantage, een ervaring die ze frustrerend vond. Terwijl ze hen wanhopig graag wilde leren zelf de Bijbel te lezen, verboden haar ouders dit, omdat slaven leren lezen illegaal was. Haar ouders zeiden ook dat geletterdheid de slaven alleen maar ongelukkig en opstandig zou maken, waardoor ze ongeschikt werden voor handenarbeid. Slaven leren lezen was sinds 1740 in South Carolina verboden. Sarah leerde Hetty, haar persoonlijke tot slaaf gemaakte meisje, in het geheim lezen en schrijven, maar toen haar ouders dit ontdekten, was haar vader woedend en dreigde de jonge slavin te straffen met zweepslagen. Sarah stopte met de lessen uit angst problemen voor de slaven zelf te veroorzaken. Jaren later schreef ze over het incident: "Ik voelde een kwaadaardige tevredenheid om mijn jonge dienstmeisje 's nachts les te geven, toen ze bezig moest zijn met het kammen en poetsen van mijn sloten. Het licht werd gedoofd, het sleutelgat afgeschermd en plat op onze buik voor het vuur, met het spellingboek voor ons, trotseerden we de wetten van South Carolina."
Sarah's broer Thomas ging in 1805 naar de Yale Law School. Tijdens zijn bezoeken aan huis bleef Thomas Sarah nieuwe ideeën bijbrengen over de gevaren van de Verlichting en het belang van religie. (Thomas stierf jong en werd in een overlijdensbericht beschreven als het meest trots op zijn vroomheid.) Deze ideeën, gecombineerd met haar geheime studies van de wet, gaven haar gedeeltelijk de basis voor haar latere werk als activist. Haar vader vertelde haar dat als ze een man was geweest, ze de grootste advocaat in South Carolina zou zijn geweest. Lerner geeft een enigszins andere versie, waarin haar vader zei: "Ze zou de grootste jurist van het land zijn geweest."  Sarah geloofde dat haar onvermogen om hoger onderwijs te volgen oneerlijk was. Ze verwonderde zich over het gedrag van haar familie en buren die slaven aanmoedigden om zich te laten dopen en de erediensten bij te wonen, maar hen niet beschouwden als echte broeders en zusters in het geloof.
Sinds haar jeugd geloofde Sarah dat religie een meer proactieve rol zou moeten spelen bij het verbeteren van het leven van degenen die het meest hebben geleden. Haar religieuze zoektocht bracht haar eerst naar het presbyterianisme, ze bekeerde zich in 1817. Nadat ze in 1821 naar Philadelphia was verhuisd, sloot ze zich aan bij de Quakers, over wie ze had gehoord tijdens een eerder bezoek aan haar vader. Daar werd ze een uitgesproken pleitbezorger voor onderwijs en kiesrecht voor Afro-Amerikanen en vrouwen.

## Activisme
In 1817 werd Sarah's vader ernstig ziek en de artsen van Charleston adviseerden hem naar Philadelphia te reizen om Philip Syng Physick te raadplegen. Ondanks haar heftige bezwaren, stond haar vader erop dat Sarah, toen 26 jaar oud, hem zou vergezellen als zijn verzorgster. In mei 1819 vertrokken ze van Charleston naar het noorden. Toen Physick ontdekte dat hij niet kon helpen, stelde hij voor dat ze voor zeelucht naar het vissersdorpje Long Branch (New Jersey) zouden verhuizen. Sarah en haar vader vestigden zich in een pension, waar John Faucheraud Grimké na enkele weken overleed. Door deze ervaring werd Sarah zelfverzekerder, onafhankelijker en moreel verantwoordelijk en besloot niet meer terug te keren naar South Carolina.
Toen ik mijn geboorteland verliet wegens slavernij en het huis van mijn vader verliet om te ontsnappen aan het geluid van de zweepslagen en het gekrijs van gemartelde slachtoffers, zou ik graag de herinnering aan die scènes waarmee ik vertrouwd was in de vergetelheid begraven. Maar dit kan niet. Ze komen in mijn geheugen voor als bloederige spoken en smeken me met onweerstaanbare kracht, in de naam van een God van barmhartigheid, in de naam van een gekruisigde Verlosser, in de naam van de mensheid, ter wille van zowel de slavenhouder als de slaaf, om te getuigen van de verschrikkingen van de Zuidelijke gevangenis.— John Brown of Harper's Ferry : interesting correspondence between Mrs. Mason of Virginia and Mrs. Child.
Ze bleef een paar maanden na de dood van haar vader in Philadelphia en ontmoette Israel Morris, die haar kennis zou laten maken met het quakerisme, met name de geschriften van John Woolman. Ze keerde terug naar Charleston, maar besloot terug te gaan naar Philadelphia om Quaker-predikant te worden en haar episcopaalse opvoeding achter zich te laten. Ze werd echter gedwarsboomd doordat ze herhaaldelijk werd genegeerd en buitengesloten door de door mannen gedomineerde Quakerraad. Later schreef ze daarover: "Ik denk dat geen enkele crimineel die ter dood is veroordeeld, angstiger kan kijken naar de dag van executie dan ik naar onze jaarlijkse bijeenkomst."
Ze keerde terug naar Charleston in het voorjaar van 1827 om haar zus Angelina te "redden" van de beperkingen van het Zuiden. Angelina bezocht Sarah in Philadelphia van juli tot november van hetzelfde jaar en keerde terug naar Charleston, toegewijd aan het Quaker-geloof. Nadat ze Charleston hadden verlaten, reisden Angelina en Sarah door New England om te spreken in het abolitionistische circuit, waarbij ze zich aanvankelijk alleen tot vrouwen richtten in grote salons en kleine kerken. Hun toespraken over afschaffing van de slavernij en vrouwenrechten bereikten duizenden. In november 1829 voegde Angelina zich bij haar zus in Philadelphia. Ze hadden al lang een hechte relatie; jarenlang noemde Angelina Sarah "moeder", aangezien Sarah zowel haar meter als opvoedster was.
In 1868 ontdekte Sarah dat haar overleden broer drie onwettige zonen van gemengd ras had bij een "persoonlijke" slaafgemaakte vrouw. Sarah verwelkomde hen in het gezin en werkte om fondsen te verstrekken om Archibald Grimké en Francis James Grimké op te leiden, die een  succesvolle loopbaan en huwelijk kregen en leiders werden in de Afro-Amerikaanse gemeenschap. John, de jongste, was niet geïnteresseerd in formeel onderwijs en keerde terug naar het Zuiden.
Sarah en Angelina waren de slavernij en al haar vernederingen gaan verafschuwen. Ze hadden gehoopt dat hun nieuwe geloof hun abolitionistische overtuigingen meer zou accepteren dan hun vorige. Hun eerste pogingen om de slavernij aan te vallen, veroorzaakten echter problemen in de Quakergemeenschap. De zusters hielden vol ondanks hun overtuiging dat de strijd voor vrouwenrechten even belangrijk was als de strijd om de slavernij af te schaffen. Hoewel Sarah de wens had om 'vrouwen uit te rusten voor economische onafhankelijkheid en voor maatschappelijk nut', werden ze nog steeds aangevallen, zelfs door sommige abolitionisten, die hun positie extreem vonden. In 1836 publiceerde Sarah An Epistle to the Clergy of the Southern States. In 1837 werd Letters on the Equality of the Sexes and the Condition of Women als serie gepubliceerd in The Spectator, een krant in Massachusetts, en onmiddellijk herdrukt in The Liberator, de krant die werd uitgegeven door de radicale abolitionist en vrouwenrechtenleider William Lloyd Garrison. De brieven werden in 1838 in boekvorm gepubliceerd.
Toen de zusters samen in Philadelphia waren, wijdden ze zich aan liefdadigheidswerk en aan de Society of Friends (de eigenlijke naam voor de quakergemeenschap). Sarah werkte er aan om geestelijk lid te worden maar werd voortdurend ontmoedigd door mannelijke leden van de kerk. Het was rond deze tijd dat de publieke discussie tegen de slavernij meer en meer begon op te komen.
Sarah voegde zich in 1836 bij haar zus in de American Anti-Slavery Society en had aanvankelijk het gevoel dat ze de plek had gevonden waar ze echt thuishoorde, waarin haar gedachten en ideeën werden aangemoedigd. Toen zij en Angelina echter niet alleen begonnen te praten over afschaffing van de slavernij maar ook over het belang van vrouwenrechten, kregen ze veel kritiek. Hun openbare toespraken werden als onvrouwelijk beschouwd omdat ze spraken met een gemengd publiek. Ze debatteerden ook publiekelijk met mannen die het niet met hen eens waren. Dit was te veel voor het grote publiek van 1837 en veroorzaakte veel harde aanvallen op hun vrouwelijkheid, die suggereerden dat ze allebei gewoon arme "oude vrijsters" waren die zichzelf vertoonden om een man te vinden die bereid zou zijn met een van hen te trouwen.
In 1838 trouwde Angelina met Theodore Weld, een vooraanstaand abolitionist die veel kritiek had op hun opname van vrouwenrechten in de anti-slavernijbeweging. Ze trok zich terug op de achtergrond van de beweging terwijl ze echtgenote en moeder was, maar niet meteen. Sarah stopte volledig met spreken in het openbaar. Blijkbaar had Weld haar een brief geschreven waarin hij haar beperkte vermogen om in het openbaar te spreken uiteenzette. Hij probeerde uit te leggen dat hij dit uit liefde voor haar schreef, maar zei dat ze de zaak schaadde, niet hielp, in tegenstelling tot haar zus. Echter, aangezien Sarah (net als Angelina) in de daaropvolgende jaren veel verzoeken ontving om te spreken, is het de vraag of haar "tekortkomingen" zo erg waren als hij beschreef. Tijdens de Amerikaanse Burgeroorlog schreef en sprak zij ter ondersteuning van president Abraham Lincoln.
Sarah Moore Grimké werkte om de Verenigde Staten te bevrijden van slavernij, christelijke kerken die 'onchristelijk' waren geworden en vooroordelen tegen Afro-Amerikanen en vrouwen. Haar geschriften gaven stemrechtwerkers zoals Lucy Stone, Elizabeth Cady Stanton en Lucretia Mott verschillende argumenten en ideeën die ze nodig zouden hebben om een einde te maken aan de slavernij en de vrouwenkiesrechtbeweging te beginnen.
Sarah Grimke wordt niet alleen gezien als voorstander van de afschaffing van de slavernij maar ook als feministe omdat ze de Society of Friends uitdaagde, die de inclusie van vrouwen prees maar haar tegenwerkte. Het was door haar abolitionistische bezigheden dat ze gevoeliger werd voor de beperkingen voor vrouwen. Ze was zo gekant tegen mannen dat ze weigerde te trouwen. Zowel Sarah als Angelina raakten zeer betrokken bij de anti-slavernijbeweging en publiceerden boeken en brieven over het onderwerp. Toen ze bekend werden, begonnen ze in het hele land lezingen over de kwestie te geven. In die tijd spraken vrouwen niet in openbare bijeenkomsten, dus werd Sarah gezien als een leider in feministische kwesties. Ze kritiseerde openlijk de huishoudelijke rol van vrouwen.

## Erkenning
- In 1991 werd een inslagkrater op de planeet Venus naar haar vernoemd.
- Sarah Grimké wordt geëerd op de Boston Women's Heritage Trail.
- In 1998 werd ze opgenomen in de National Women's Hall of Fame.